# Pier Antonio Micheli
Pier Antonio Micheli (11. prosince 1679 Florencie – 1. ledna 1737 Florencie) byl italský botanik, označovaný za zakladatele vědecké mykologie.
Pocházel z nemajetné rodiny a vyučil se knihkupcem, což mu umožnilo bezplatný přístup k odborné literatuře. Pak vstoupil do vallombroského řádu, kde byl jeho učitelem přírodních věd Bruno Tozzi. Stal se asistentem ředitele botanické zahrady Michelangela Tilliho, později přednášel na Univerzitě v Pise. V roce 1716 založil ve Florencii botanickou společnost. Micheliho si oblíbil Cosimo III. Medicejský a věnoval mu nově vydaný spis Josepha Pittona de Tournefort, který významně ovlivnil jeho další vědeckou činnost. Zaměřil se na výtrusné rostliny a zkoumal mechanismus rozmnožování pomocí spor, který již před ním popsal Giambattista della Porta. Byl také objevitelem rodu Aspergillus.  Udržoval odbornou korespondenci s Hansem Sloanem a Johannem Jacobem Dilleniem, jeho žákem byl Giovanni Targioni Tozzetti.
Micheli podnikl četné expedice po Apeninském poloostrově a střední Evropě, kde sbíral rostliny, minerály a zkameněliny. Jako první označil ostrov Ischia za pozůstatek vulkanické činnosti. Při výzkumu na Monte Baldo prochladl a utrpěl zánět pohrudnice, na který zemřel ve věku 57 let. Byl pohřben ve florentském kostele Chiesa di Santa Maria degli Alberighi.
Jeho nejvýznamnějším dílem je Nova plantarum genera iuxta Tournefortii methodum disposita, vydané roku 1729. Popsal v něm 1900 rostlinných druhů, z toho 900 hub. Zachoval se po něm rozsáhlý herbář, uložený v knihovně Florentské univerzity.
Je po něm pojmenována ulice, v níž se nachází florentská botanická zahrada Giardino dei Semplici. V Galleria degli Uffizi se nachází jeho socha od Vincenza Consaniho. Carl Linné uctil jeho památku názvem rodu michelie, který byl později zařazen pod šácholany. Jeho botanická zkratka je P. Micheli.